# Santiago Nahuel Sosa
Santiago Sosa (Oberá, 30 de enero de 2005) es un futbolista argentino. Juega como mediocampista y su equipo actual es Defensa y Justicia, de la Primera División de Argentina.

## Trayectoria

### Inicios
Se inició futbolísticamente en Racing Club (Villa Svea) de la Liga Regional Obereña de Fútbol.

### San Lorenzo
En 2020 pasó a jugar las divisiones inferiores de San Lorenzo, donde firmaría su primer contrato profesional en mayo de 2024.
Debutó profesionalmente el 25 de mayo de 2024 frente a Godoy Cruz en el marco de la Liga Profesional de Fútbol Argentino, dónde ingreso unos minutos.
Tuvo su primer partido como titular frente a Boca Juniors el 18 de agosto de 2024.

### Defensa y Justicia
En enero de 2025 firmó contrato con Defensa y Justicia hasta diciembre de 2028.

## Selección nacional
En julio de 2024 fue convocado por Diego Placente a la selección de fútbol sub-20 de Argentina para disputar el Torneo Internacional de Fútbol Sub-20 de la Alcudia.

## Estadísticas

### Clubes
Actualizado al último partido disputado el 14 de diciembre de 2024.
| Club                  | Div.                | Temporada           | Liga | Liga | Copa Nacional | Copa Nacional | Copa Internacional | Copa Internacional | Total | Total |
| Club                  | Div.                | Temporada           | PJ   | G    | PJ            | G             | PJ                 | G                  | PJ    | G     |
| --------------------- | ------------------- | ------------------- | ---- | ---- | ------------- | ------------- | ------------------ | ------------------ | ----- | ----- |
| San Lorenzo Argentina |                     |                     |      |      |               |               |                    |                    |       |       |
| 1.ª                   | 2024                | 17                  | 0    | 1    | 0             | 2             | 0                  | 20                 | 0     |       |
| Total                 | Total               | 17                  | 0    | 1    | 0             | 2             | 0                  | 20                 | 0     |       |
| Total en su carrera   | Total en su carrera | Total en su carrera | 17   | 0    | 1             | 0             | 2                  | 0                  | 20    | 0     |